# Prospero Amatong
Prospero Amatong (Dipolog, 18 oktober 1931 - New York, 16 mei 2009) was een Filipijns politicus.

## Carrière
Amatong studeerde Civiele Techniek aan de Silliman University en het Cebu Institute of Technology. In 1955 behaalde hij zijn Bachelor-diploma. Van 1954 tot 1959 werkte hij als ingenieur voor het Bureau of Public Works. Aansluitend gaf hij, van 1960 tot 1971, les aan het Assumption College in Nabunturan in de provincie Davao del Norte. In diezelfde plaats deed hij ook zijn eerste politieke ervaring op, toen hij van 1963 tot 1965 diende als gemeenteraadslid. Van 1965 tot 1966 was hij de burgemeester van de gemeente New Corella en enkele jaren later, in 1971 werd hij gekozen als burgemeester van Nabunturan. In 1978 stopte hij als burgemeester en ging werken als projectmanager van de Philippine National Oil Corporation. In 1980 werd hij opnieuw gekozen als burgemeester van Nabunturan. Nadat president Ferdinand Marcos noodgedwongen moest vluchten naar de Verenigde Staten en Corazon Aquino werd geïnstalleerd als nieuwe president werd Amatong benoemd als gouverneur van de provincie Davao. Bij de verkiezingen van 1992 en 1995 werd hij herkozen als gouverneur. Tijdens zijn gouverneurschap maakte hij zich sterk voor een nieuwe provincie Compostela Valley. In 1998 werd hij door president Fidel Ramos gedurende enkele maanden benoemd tot eerste gouverneur van deze nieuwe provincie. Bij de 1998 won hij een zetel in het Filipijns Huis van afgevaardigden namens het tweede kiesdistrict van diezelfde provincie. In 2001 en 2004 werd hij herkozen, waarna hij in 2007 werd opgevolgd door zijn zoon Rommel Amatong.
Prospero Amaton overleed aan de gevolgen van een ongelukkige val tijdens een vakantie in New York.